# The Bling Ring
The Bling Ring (tựa Việt: Băng trộm tuổi teen) là một bộ phim tội phạm châm biếm năm 2013 được đạo diễn, viết kịch bản và sản xuất bởi Sofia Coppola, mở đầu phần Un Certain Regard của Liên hoan Phim Cannes 2013. Phim dựa trên sự kiện có thật, nói về một nhóm trộm tuổi thiếu niên nổi loạn đột nhập vào nhà của một ngôi sao nổi tiếng và phá tanh bành.
Phim lấy cảm hứng từ một sự kiện có thật, một nhóm thanh niên đam mê danh tiếng, Rebecca (người đứng đầu), Marc, Nicki, Sam và Chloe, được biết đến như là nhóm Bling Ring, sử dụng internet để theo dõi những người nổi tiếng xem họ đi đâu để đột nhập vào trộm nhà họ. Những người bị trộm bao gồm có Paris Hilton, Lindsay Lohan, Megan Fox, Rachel Bilson, Audrina Patridge, Orlando Bloom và Miranda Kerr. Phim có sự tham gia của các diễn viên như: Katie Chang, Israel Broussard, Emma Watson, Taissa Farmiga và Claire Julien.
Bộ phim là sản phẩm hợp tác quốc tế của các nhà sản xuất tại Hoa Kỳ, Vương quốc Anh, Pháp, Đức và Nhật Bản. Coppola bắt đầu phát triển một kịch bản dựa trên các vụ trộm ngoài đời thực vào tháng 12 năm 2011. Việc casting diễn ra vào đầu năm 2012, trước khi quay phim chính bắt đầu vào tháng 3 cùng năm tại Los Angeles, California.
The Bling Ring đã ra mắt thế giới trong phần Un Sure Regard của Liên hoan phim Cannes 2013 vào ngày 16 tháng 5 năm 2013. Bộ phim được phát hành tại các rạp chiếu giới hạn vào ngày 14 tháng 6 năm 2013 bởi A24, trước khi ra mắt vào ngày 21 tháng 6 Bộ phim đã nhận được nhiều ý kiến trái chiều từ các nhà phê bình, với nhiều lời khen ngợi dàn diễn viên và định hướng "sành điệu" của Coppola; Watson đã nhận được sự hoan nghênh quan trọng cho màn trình diễn của cô. Tuy nhiên, những người khác chỉ trích bộ phim vì cách tiếp cận "nông cạn" và mơ hồ về mặt đạo đức đối với vấn đề này.
The Bling Ring đại diện cho tác phẩm cuối cùng của nhà quay phim Harris Savides, người đã chết vì ung thư não khi bộ phim đang trong quá trình sản xuất. Bộ phim dành riêng cho anh ấy.